# Clachaig Gully
Clachaig Gully (Nederlands: Clachaig ravijn) is een heuvel in de Schotse vallei Glen Coe. Hij ligt vlak tegenover Clachaig Inn en is een westelijke uitloper van Aonach Eagach.
Clachaig Inn bood vanaf de 19e eeuw, toen de klimsport populair werd in Schotland, onderdak aan bergbeklimmers. Het was dan ook voor de hand liggend dat zij de vlakbijgelegen heuvels eerst wilden bedwingen. De pioniers Norman Collie, Godfrey Solly en Joseph Collier hadden als eersten in het voorjaar van 1894 de Buachaille Etive Mòr beklommen. Toen ze in maart 1894 naar Clachaig Inn verhuisden beklommen ze Aonach Dubh (892 m) via zijn noordelijke flank en de tweede dag de Bidean nam Bian. Clagaich Gully werd de volgende dag aangevat waarbij ze op een plek terechtkwamen waar verder klimmen onmogelijk leek en ze moesten terugkeren. De eerste bestijging van Clagaich Gully lukte eerst in mei 1938 door vier andere bergbeklimmers.
Het pad aan de westelijke zijde is bezaaid met losse stenen en rotsblokken zodat het risico altijd aanwezig is dat puin via het ravijn naar beneden stort. Een aantal bergbeklimmers heeft een val in het ravijn niet overleefd.

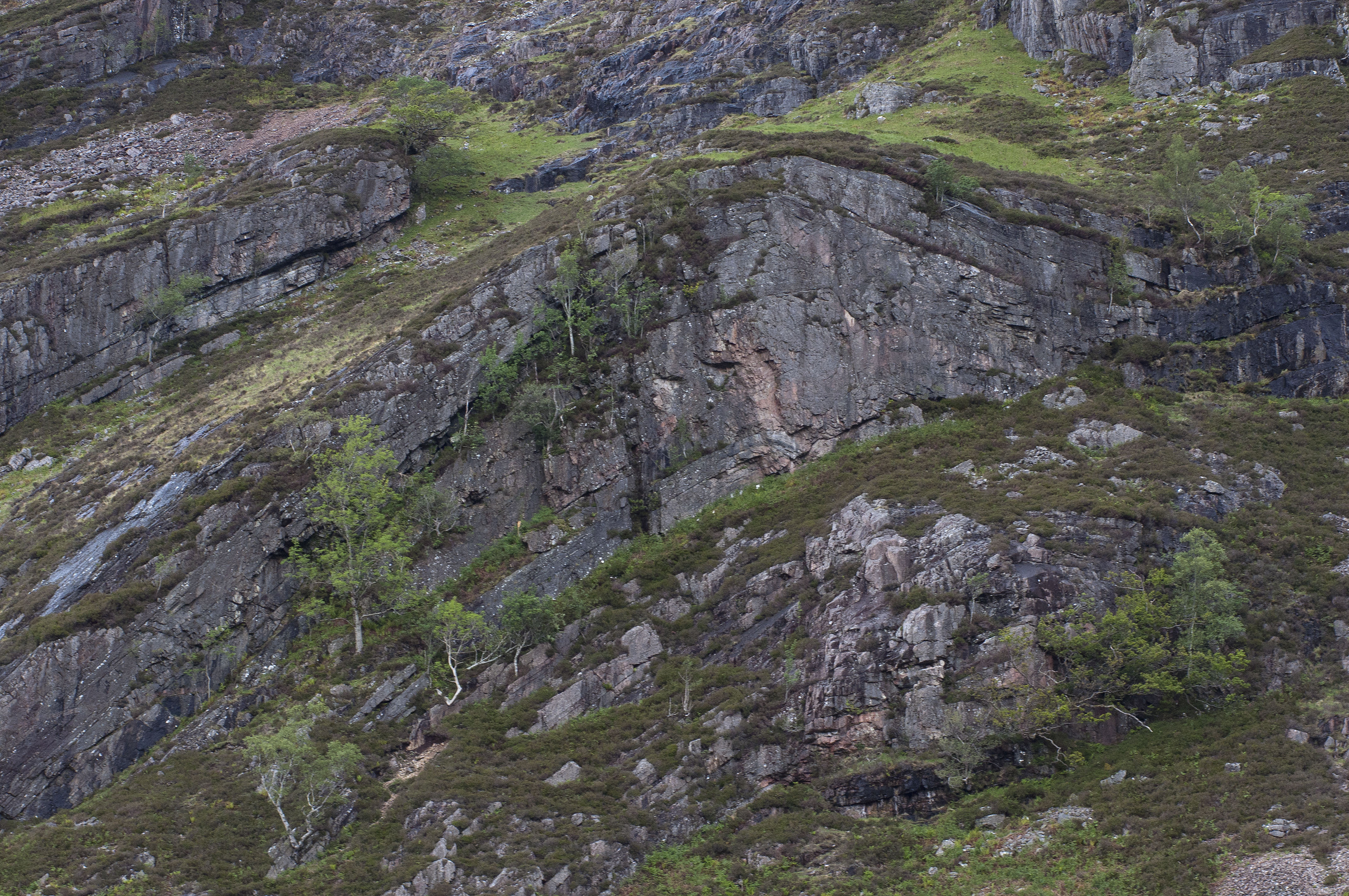
Banana Rock aan de voet van Clachaig Gully